# Бандгап

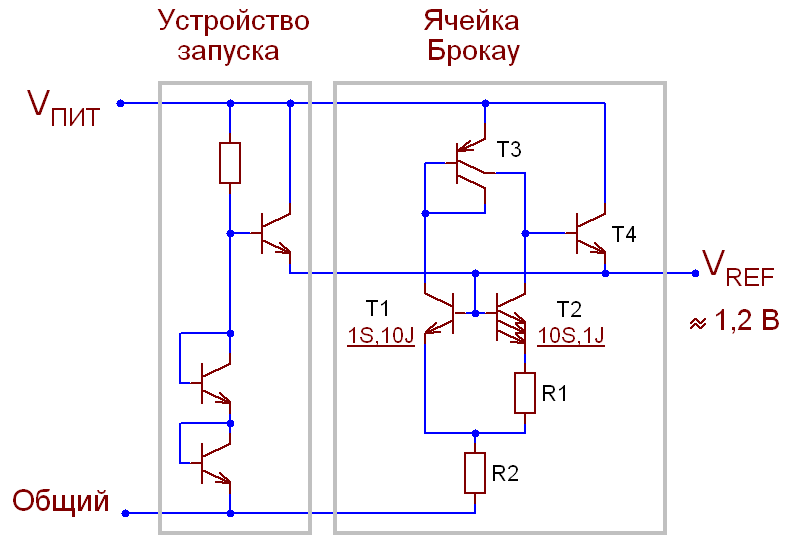
^{Історично перша версія бандгапа Брокау. У пізніших схемах Брокау замінив транзистор T4 на операційний підсилювач}.

Бандґап (англ. bandgap, заборонена зона) - стабільне транзисторне джерело опорної напруги (ДОН), величина якого визначається шириною забороненої зони використовуваного напівпровідника. Для легованого монокристалічного кремнію, що має при Т = 0 ширину забороненої зони Eg = 1143 еВ, напруга VREF на виході бандґапа зазвичай становить від 1,18 до 1,25 В  або кратна цій величині, а його граничне відхилення від норми у всьому діапазоні робочих температур і струмів становить не більше 3%. Бандґапи виготовляються у вигляді двухвивідних «прецизійних діодів» і аналогових мікросхем, але основна область їх застосування - внутрішні джерела опорних напруг, вбудовані в мікросхеми пам'яті, стабілізатори напруги, монітори (супервізори) кіл живлення цифрової техніки, аналого-цифрових та цифро-аналогових перетворювачів.
Основні топології бандґапів були розроблені і впроваджені в 1970-і роки. У сучасній промисловості в простих пристроях застосовуються бандґапи Відлара, в більш вимогливих - бандґапи Брокау. Найкращу точність і стабільність забезпечують розроблені в 1990-х роках «супербандґапи» зі схемами корекції нелінійності і початкового відхилення напруги. Вони поступаються у точності ДОН на стабілітронах з прихованою структурою, але при цьому дешевші у виробництві і здатні працювати при менших напругах і струмах живлення. Існують побудовані за принципом бандґапа схеми, генеруючі опорну напругу в 200 мВ при напрузі живлення не більше 1 В  і схеми, які споживають струм не більше 1 мкА .